# Захариас, Хельмут
Хельмут Захариас (нем. Helmut Zacharias; 27 января 1920 — 28 февраля 2002) — немецкий скрипач и композитор, создатель более 400 произведений тиражом 14 миллионов копий. Также участвовал в съемках кинофильмов, обычно играя музыкантов.

## Ранние годы
Родился в Берлине. Отец, Карл Захариас, был скрипачом и дирижёром, мать — певицей. Брал уроки у своего отца с двух с половиной лет, а в 6 лет уже играл в берлинском клубе «Фавн».
В возрасте 8 лет Хельмут стал самым юным студентом в классе Густава Хавеманна в Берлинской Музыкальной Академии.
В возрасте 11 лет в первый раз выступил на радио, играя 3-й концерт для скрипки Соль-мажор Моцарта. Гастрольную деятельность начал в 1934 году в возрасте 14 лет.
В 30-е годы XX века записи Джанго Рейнхардта и Стефана Грапелли были популярны в Германии и оказали серьёзное влияние на стиль Хельмута Захариаса.

## Музыкальная карьера
В 1940-м году талант Захариаса был обнаружен лейблом Lindström-Electrola (в дальнейшем — немецкое отделение EMI), и уже в 1941-м году его Schönes Wetter Heute. имела успех.
В течение 50-х годов XX века Захариас был признан одним из лучших джазовых скрипачей Европы, получая прозвища вроде «Волшебный Скрипач» и «Немецкий Мистер Скрипка». В 1956-м в США был выпущен его альбом «When the White Lilacs Bloom Again», который 22 сентября того же года добрался до 12-й строчки в Billboard Hot 100.
21 ноября 1964 года пластинка Tokyo Melody забралась на 9-ю строчку UK Singles Chart, в дальнейшем эта мелодия была использована BBC для заставки трансляции Олимпиады 1964.
В конце 1950-х переезжает в Швейцарию, продолжает сотрудничество с известными музыкантами, такими как Иегуди Менухин.
С 1968 по 1973 ведёт собственное шоу на телевидении. В 1985 награждён орденом ФРГ «За заслуги».

## Смерть
В 1995-м году у скрипача обнаружена болезнь Альцгеймера, в 1997 он прекращает публичную деятельность до того, как факт его болезни становится известен широкой публике в 2000-м году. Умирает в 2002-м году в городе Бриссаго, Швейцария. Похоронен в Гамбурге на кладбище Ольсдорф.

## Личная жизнь
Хелла Захариас (в девичестве Конрадат) была женой скрипача с 1943 года до его смерти. У пары было трое детей — сыновья Стефан и Томас, дочь Сильвия.
Стефан Захариас (р. 1956) — композитор, в число произведений которого входит саундтрек к кинофильму Downfall.

## Дискография (частично)
- 12 Violin Sonatas, Op.2 (Vivaldi) (1953)
- Ich liebe deinen Mund (1955)
- Hello, Scandinavia (1958)
- Holiday in Spain (1959)
- Two Million Strings with Werner Müller (1959)
- Songs of Old Russia (1959)
- Candelight Serenade (1960)
- The Best of Everything (1961)
- A Violin Sings (1962)
- On Lovers' Road (1963)
- Candlelight Serenade (1965)
- De Gouden Plaat Van Helmut Zacharias (1967)
- Happy Strings Happy Hits (1967)
- James Last Meets Helmut Zacharias (1967)
- Happy Strings of Zacharias (1968)
- Light My Fire (1968)
- Mexico Melody (1968)
- Zacharias Plays The Hits (1969)
- Zacharias Plays Verdi & Puccini (1970)
- Zacharias Plays Verdi & Bizet (1970)
- Greatest Hits (1973)
- Buenos Días (1974)
- Swinging Hits (1977)
- Les Belles Années (1978)

## Фильмография[14]
| Год  | Фильм                                   | Роль            | Примечания |
| ---- | --------------------------------------- | --------------- | ---------- |
| 1949 | Hallo, Fräulein!                        | Музыкант        |            |
| 1952 | en:Homesick for You                     | Скрипач         |            |
| 1952 | Königin der Arena                       | Дирижёр         |            |
| 1952 | Eine nette Bescherung                   |                 | Телефильм  |
| 1953 | Das singende Hotel                      | Карли Альтен    |            |
| 1954 | An jedem Finger zehn                    | Игрок           |            |
| 1955 | Wie werde ich Filmstar?                 |                 |            |
| 1962 | Totò di notte n. 1                      |                 |            |
| 1963 | Jolanthe lässt bitten….                 | Камео           | Телефильм  |
| 1964 | Silvester Show                          | Инструменталист | Телефильм  |
| 1966 | Von uns — für Sie!                      |                 | Телефильм  |
| 1981 | So schön wie heut', so müßt' es bleiben | Исполнитель     | Телефильм  |